# Liste der Kreisstraßen in Worms
Die Liste der Kreisstraßen in Worms ist eine Auflistung der Kreisstraßen in der rheinland-pfälzischen kreisfreien Stadt Worms.

## Abkürzungen
- K: Kreisstraße
- L: Landesstraße

## Liste
Die Kreisstraßen behalten die ihnen zugewiesene Nummer in der Regel nicht bei einem Wechsel in einen anderen Landkreis oder in eine kreisfreie Stadt. Nicht vorhandene bzw. nicht nachgewiesene Kreisstraßen werden in Kursivdruck gekennzeichnet, ebenso Straßen und Straßenabschnitte, die unabhängig vom Grund (Herabstufung zu einer Gemeindestraße oder Höherstufung) keine Kreisstraßen mehr sind. 
Der Straßenverlauf wird in der Regel von Nord nach Süd und von West nach Ost angegeben.
| Nr.  | Verlauf |
| ---- | --- |
| K 1  | L 443 – Am Schwimmbad – Paternusstraße – K 11 – Paternusstraße – Leiselheimer Straße – Pfeddersheimer Straße – Winzerstraße – K 2 – Nievergoltstraße –                                                |
| K 2  | K 1 – Johann-Hinrich-Wichern-Straße – K 18 – Dr.-Carl-Sonnenschein-Straße – L 439 |
| K 3  | – Frankenthaler Straße – L 395 – Steingewann – Theodor-Storm-Straße – Wiesoppenheimer Straße – K 5 – Weinsheimer Hauptstraße – L 456                                                                  |
| K 5  | L 395 – Postweg – Weinsheimer Postweg – K 3 |
| K 6  | L 439 – Am Untertor – Fahrweg – |
| K 7  | (K 10 im Rhein-Pfalz-Kreis) – Stadtgrenze – Am Flugplatz – Bürgerweide – |
| K 8  | (K 9 im Rhein-Pfalz-Kreis) – Stadtgrenze – Oberer Busch – Rhein |
| K 9  | (K 40 im Landkreis Alzey-Worms) – Stadtgrenze – Zellertalstraße – |
| K 11 | (K 35 im Landkreis Alzey-Worms) – Stadtgrenze – Georg-Scheu-Straße – K 1 |
| K 12 | (K 37 im Landkreis Alzey-Worms) – Stadtgrenze – Klausenbergstraße – L 425 – Wonnegaustraße – L 425 – Fronstraße – Mörstädter Straße – Stadtgrenze – (K 37 im Landkreis Alzey-Worms)                   |
| K 13 | (K 39 im Landkreis Alzey-Worms) – Stadtgrenze – Gundheimer Straße – L 425 |
| K 14 | /L 386 – Osthofener Straße – Seebachstraße – Ibersheimer Straße – K 15 |
| K 15 | – Kirchstraße – Rheinuferstraße – K 14 – Ibersheimer Straße – Rheindürkheimer Straße – K 16 – Hammer Straße – Stadtgrenze – (K 45 im Landkreis Alzey-Worms)                                           |
| K 16 | (K 46 im Landkreis Alzey-Worms) – Stadtgrenze – Eicher Straße – Bahnhofsallee – K 15 |
| K 17 | L 395 – Kolpingstraße – – Kolpingstraße – K 18 – Kolpingstraße – Neusatz – |
| K 18 | L 425 – Wonnegaustraße – L 439 – Emmrich-Joseph-Straße – L 439 – Höhenstraße – K 2 – Höhenstraße – Berggasse – Binger Straße – Hochheimer Straße – – Kirschgartenweg – K 17 – Kirschgartenweg – L 395 |